# Edges
Edges è il terzo EP del gruppo musicale italiano Kirlian Camera, pubblicato dalla Italian Records nel 1984.

## Tracce
Lato A
1. Edges (Dance Version) – 6:07 (Angelo Bergamini)

Lato B
1. Edges (Instrumental Dub Version) – 7:01 (Angelo Bergamini)